# Musée des Beaux-Arts de Valenciennes

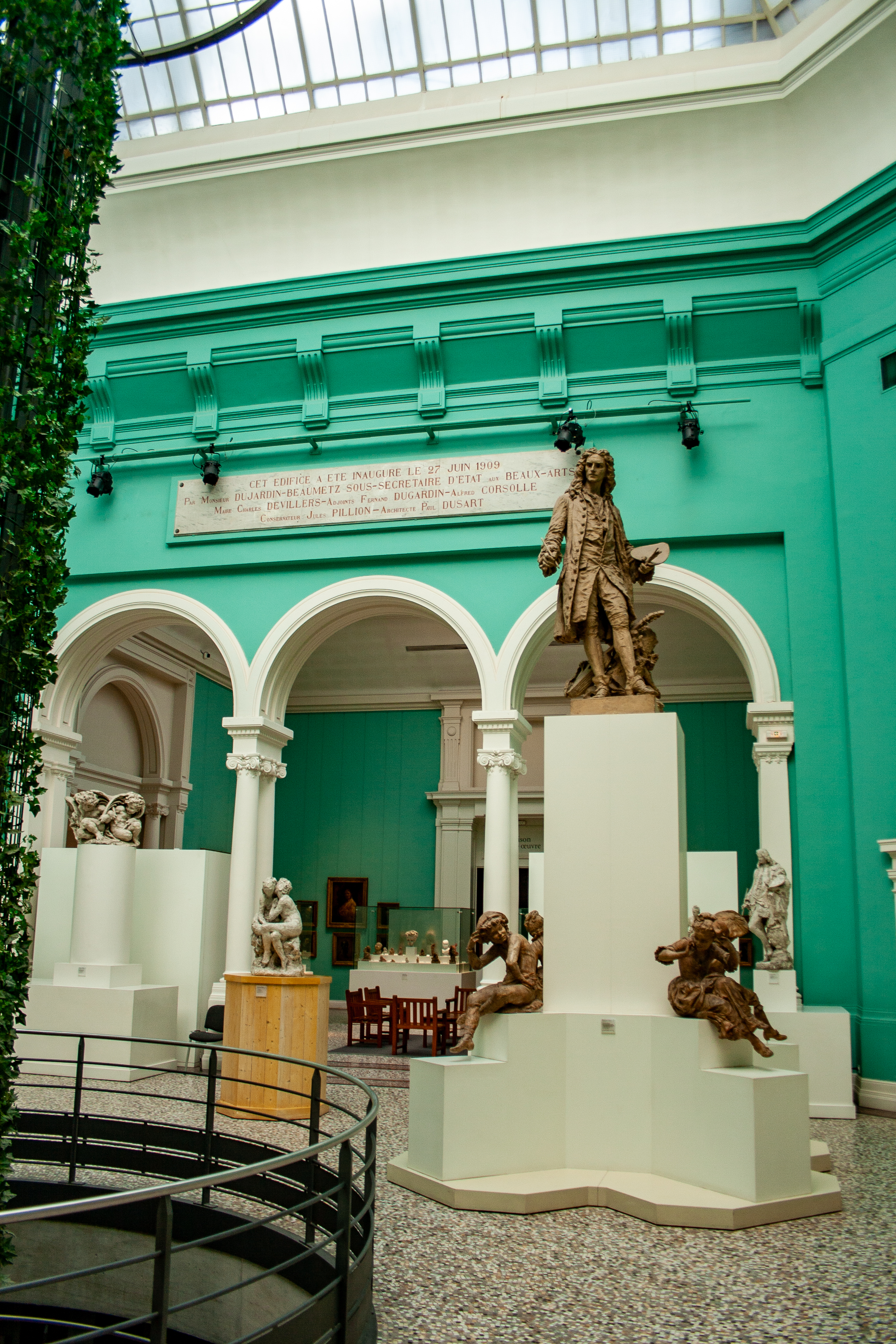
Belső részlet

A Musée des Beaux-Arts de Valenciennes Valenciennes észak-franciaországi város szépművészeti múzeuma.

## Története
A múzeum az egykori ottani festészeti és szobrászati akadémia (l'Académie valenciennoise de peinture et de sculpture) alapjain jött létre és 1801-ben nyílt meg a nagyközönség előtt. 1834-ben a gyűjteményt a városháza épületében helyezték el. A századfordulón Paul Dusart tervei alapján új épületet emeltek számára, ami 1909-ben nyílt meg.
1995-ben a múzeum épületét átfogó felújításnak vetették alá, alagsorában pedig régészeti kiállítóteret hoztak létre.

## Gyűjteményei

### Festészet
A múzeum legfontosabb  gyűjteménye a festészeté, e téren is elsősorban a flamand valamint a francia festők művei a középkortól a 20. századig. A 15–16. századi anyagban megtalálhatók Jean Provost, Joos van Cleve, Pieter Coecke van Aelst, Maarten de Vos, Jan Sanders van Hemessen, Jan Cornelisz Vermeyen és Frans Pourbus művei. A 18. századot is számos híres művész alkotásai, valamint a környékhez kötődő kevésbé ismert festők művei képviselik, mint id. Jan Brueghel, ifj. Frans Pourbus, Rubens, Anthony van Dyck, Jacob Jordaens, Adriaen Brouwer, Gaspar de Crayer, ifj. David Teniers, Frans Snyders, Cornelis Norbertus Gysbrechts, Willem Kalf, Hendrick van Balen, Adriaen van Utrecht, Peter Lely, Jan Davidsz de Heem, Jacob van Es, Abraham Janssens, Pieter Snayers, Pieter Neefs, Jan Boeckhorst, Jacques D'arthois, Abraham Willaerts.
A francia festészet alkotói közül többek között Charles Mellin, Meiffren Conte, Sébastien Bourdon, Noël Nicolas Coypel, a valenciennes-i születésű Jean-Antoine Watteau és rokonai, Louis Joseph Watteau és François Watteau, Jean-Baptiste Pater, François de Troy, Nicolas Lancret, François Boucher, Charles-André van Loo, Henri Harpignies, Hubert Robert valamint a 19. századi Camille Pissarro és Georges Rouault művei tekinthetők meg.

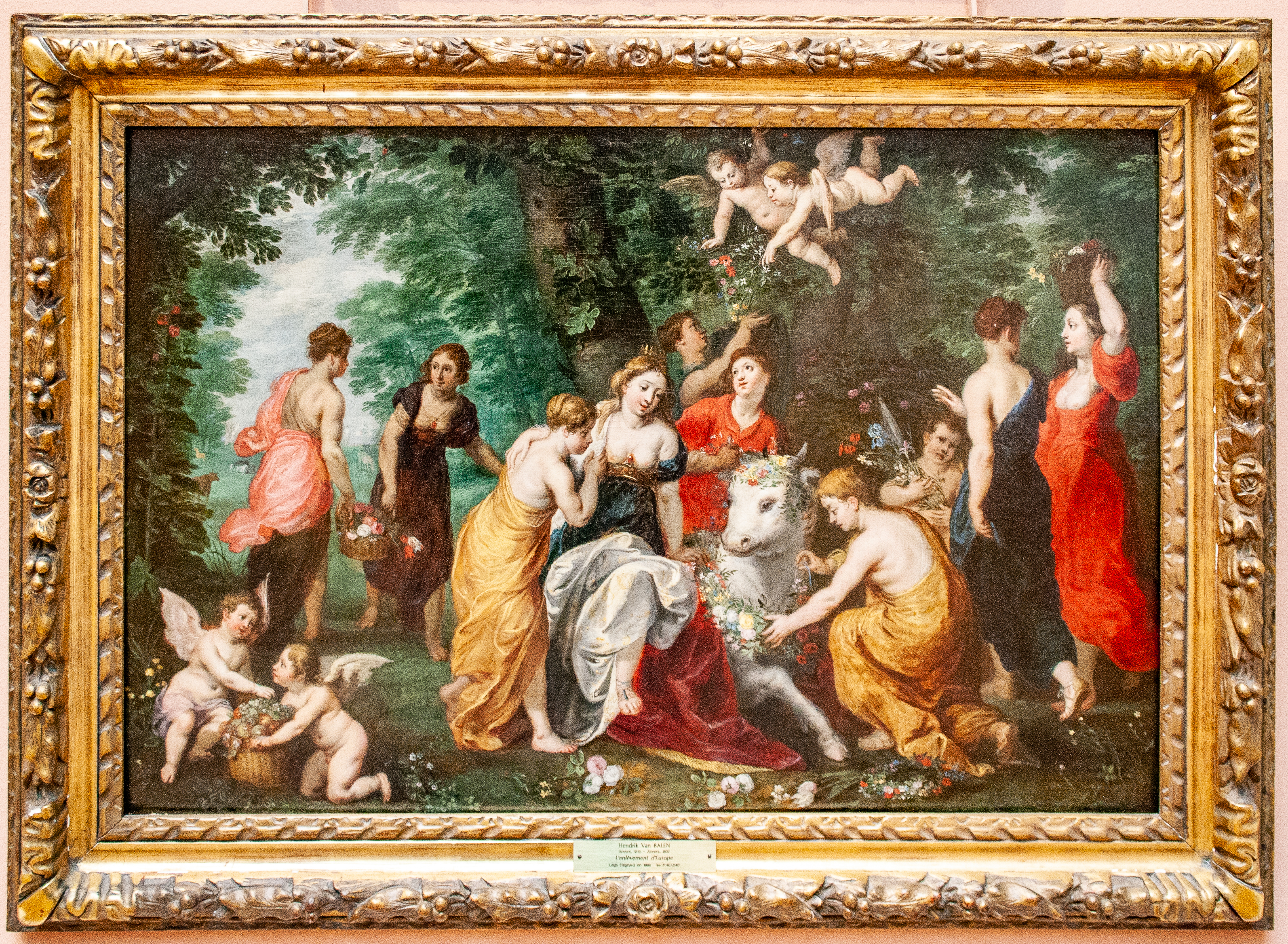
Van Balen: Európa elrablása
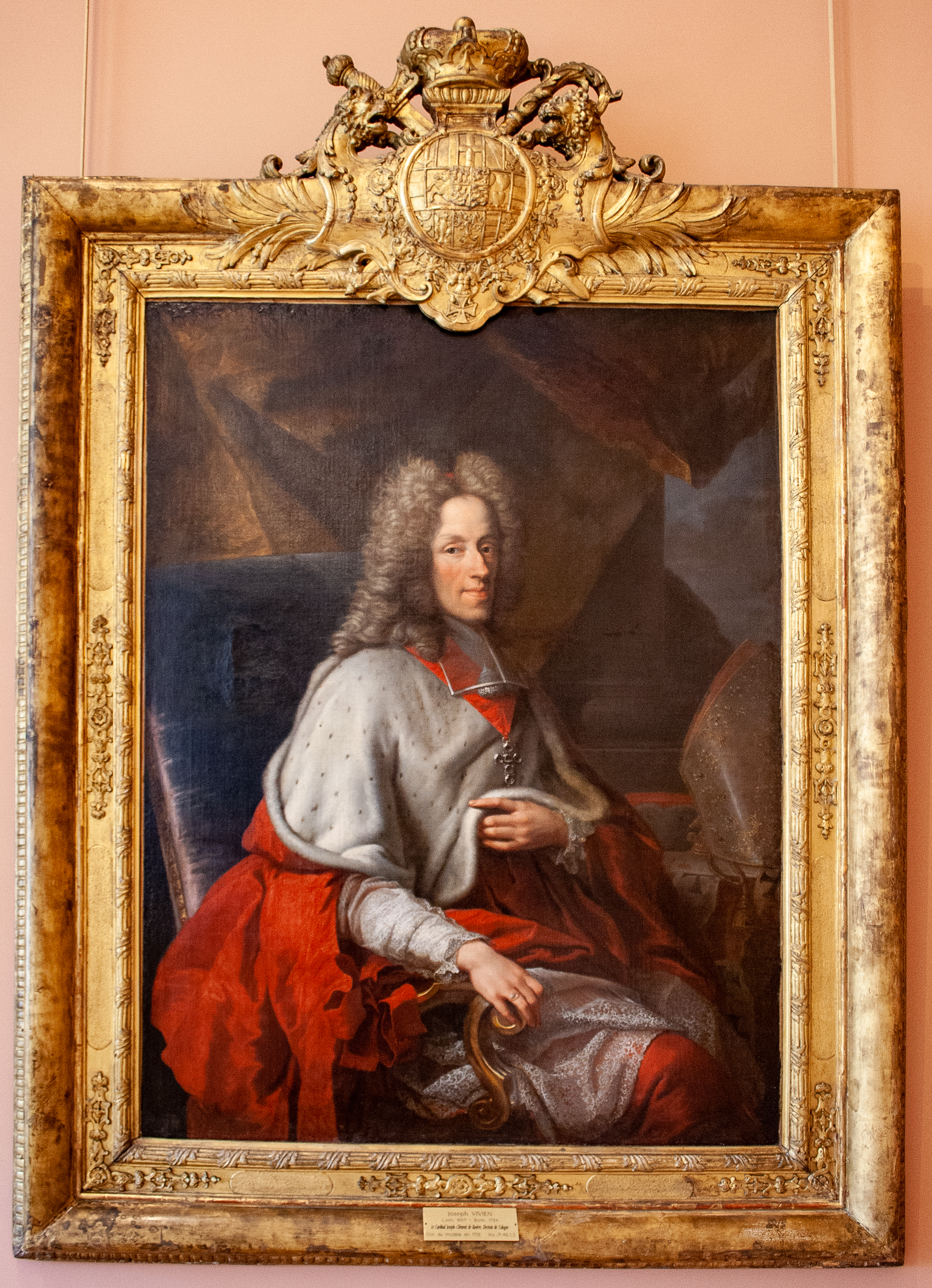
Joseph Vivien: József Kelemen kölni hercegérsek
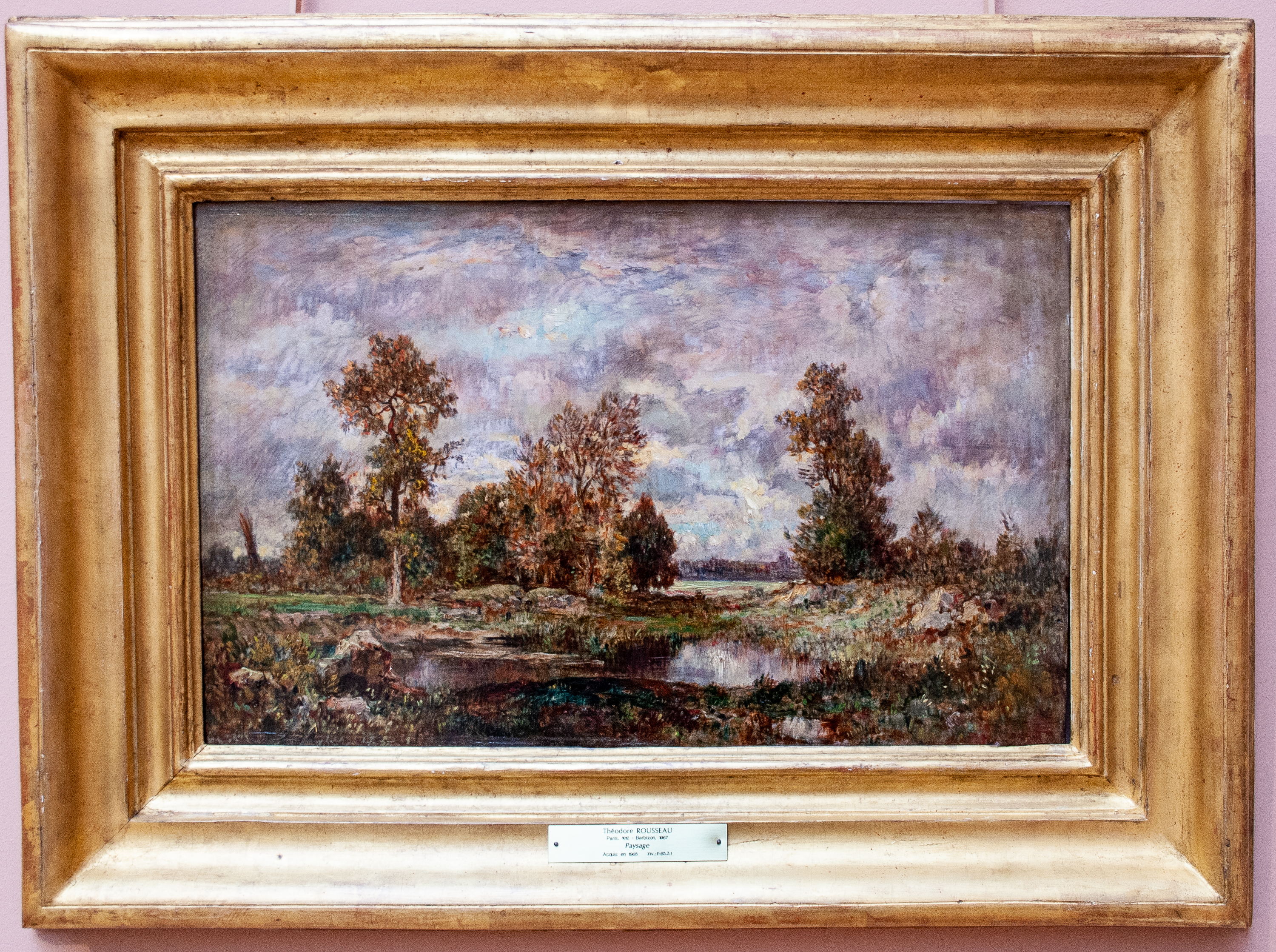
Rousseau - Tájkép

### Szobrászat
A múzeum termeit és folyosóit szobrászati alkotások ékesítik, kedvező összhatást alkotva a festményekkel. Számos szoborral szerepel az alkotások sorában Jean-Baptiste Carpeaux (1827-1875), valenciennes-i születésű szobrász és festő.

### Régészet
Az alagsori régészeti szekció helyi régészeti leleteket mutat be az őskortól a római koron át a középkorig.

### Rajzgyűjtemény
A múzeum sokezer rajzot is őriz neves művészektől, mint Jean-Baptiste Carpeaux, Antoine Watteau, Abel de Pujol ennek az anyagnak egy részét időszaki kiállításokon mutatják be.

## Fordítás
- Ez a szócikk részben vagy egészben  a   Musée des Beaux-Arts de Valenciennes című francia Wikipédia-szócikk ezen változatának fordításán alapul.  Az eredeti cikk szerkesztőit annak laptörténete sorolja fel. Ez a jelzés csupán a megfogalmazás eredetét és a szerzői jogokat jelzi, nem szolgál a cikkben szereplő információk forrásmegjelöléseként.

## Forrás
- Patrick Ramade – Philippe Beaussart: Musée des Beaux-Arts de Valenciennes: Guide des collections. (franciául) Valenciennes: Réunion des Musées Nationaux. 2004.  ISBN 2-7118-3658-4